# Вацлав Чех
Вацлав Чех (чеськ. Václav Čech; 2 жовтня 1890, Велка Чишка — 6 листопада 1942, Прага) — чехословацький дипломат. Генеральний консул Чехословаччини у Львові (1934—1937).

## Життєпис
Народився 2 жовтня 1890 року в селі Велка Чишка біля Пельгржимова. Після закінчення Пельгржімської гімназії (1909) навчався на випускному курсі комерційної академії в Хрудімі, а в 1912-14 роках на так званому комерційному відділенні технічної школи в Празі. З літа 1914 року мав служити в австро-угорській армії, але у вересні 1914 року потрапив у російський полон, а у травні 1915 року вступив до Чехословацького легіону. Спочатку він служив у 1-му стрілецькому полку, згодом був прикомандирований до призовної комісії філії ЧСНР в Росії й направлений спочатку в Єнісейський край, а потім до Києва для керівництва вербуванням інших солдатів.  З квітня 1918 року працював у так званому економічному ешелоні ЧСНР, згодом став секретарем Чехословацько-російської торгової палати в Єкатеринбурзі. У чині капітана був призначений до так званой Канцелярії повноважного представника чехословацького уряду в Росії (В. Гірші) і в січні 1920 р. відправлений на батьківщину; після звільнення з армії (січень 1921 р.) недовго працював секретарем Чехословацької центральної економічної комісії, а в червні 1921 р. був прийнятий на дипломатичну службу.  
Спочатку він недовго служив віцеконсулом у Нюрнберзі, а наприкінці липня 1921 року був відправлений першим чехословацьким консулом у Таллінн (тоді Ревель), Естонія, де виконував обов'язки представника республіки до листопада 1925 р. Після нетривалої служби в штаб-квартирі він був спочатку призначений віцеконсулом 1 квітня 1927 р., потім консулом у Салоніках, Греція, з грудня 1927 р., а з січня 1929 року - уповноваженим міністерства (1931 р. галузевим радником) у Балканському відділі МЗС Чехословаччини. З квітня 1934 по червень 1937 був чехословацьким консулом у Львові, потім знову працював у штаб-квартирі. Після окупації був переведений до Міністерства торгівлі протекторату і вийшов у відставку як легіонер у 1942 році; незабаром після цього він помер. У 1946 році був призначений почесним членом Вищої ради профспілок.